# تپه مرادخان چی
تپه مرادخان چی مربوط به دوران‌های تاریخی پس از اسلام است و در شهرستان بوئین‌زهرا، بخش آبگرم، روستای توآباد واقع شده و این اثر در تاریخ ۱۱ شهریور ۱۳۸۲ با شمارهٔ ثبت ۹۷۶۸ به‌عنوان یکی از آثار ملی ایران به ثبت رسیده است.